# Наваф аль-Хазми
Наваф бин Мухаммед Салим аль-Хазми (араб. نواف الحازمي‎; 9 августа 1976, Мекка, Саудовская Аравия — 11 сентября 2001, Арлингтон, Вирджиния, США) — террорист-смертник и авиаугонщик саудовского происхождения, связанный с Аль-Каидой. Один из 19 исполнителей терактов 11 сентября 2001 года. Один из пятерых угонщиков, захвативших самолёт Boeing 757-223 рейса American Airlines 77, врезавшийся в здание Пентагона.

## Биография

### Ранние годы
Наваф бин Мухаммед Салим аль-Хазми родился 9 августа 1976 года в городе Мекка (Саудовская Аравия) в семье бакалейщика. Младший брат Навафа Салим аль-Хазми впоследствии также принял участие в терактах 11 сентября. Наваф аль-Хазми с детства дружил с Халидом аль-Михдаром.
В 1995 году Михдар и Хазми покинули свои дома и отправились в Республику Босния и Герцеговина, чтобы участвовать в Боснийской войне на стороне моджахедов. Оба были в составе группы, отправившейся на балканский полуостров. После Боснии аль-Михдар и оба брата аль-Хазми отправились в Афганистан, где воевали против Северного Альянса на стороне Талибана. Есть также информация, что братья аль-Хазми воевали в Чечне.

### Начало подготовки к терактам
Аль-Хазми вернулся в Саудовскую Аравию в начале 1999 года. В лагерях Аль-Каиды они с аль-Михдаром были известны, как опытные и уважаемые джихадисты, которых Усама бен Ладен ценил за их боевой опыт. Наваф аль-Хазми и Халид аль-Михдар были первыми отобраны для участия в терактах 11 сентября в качестве пилотов-смертников ещё в начале 1999 года вместе с Тауфиком бин Атташем и Абу Барой аль-Йемени (члены Аль-Каиды из Йемена, которые впоследствии не смогли получить визы в США и участвовать в атаках). Есть также информация, что именно Наваф уговорил бен Ладена разрешить его младшему брату Салиму участвовать в ататках. В период подготовки к терактам Наваф взял себе имя Рабиа аль-Макки.
Хазми и Михдар так стремились участвовать в операции против США, что уже вскоре получили американские визы. 3 апреля 1999 года в Джидде аль-Хазми получил визу B-1/B-2 (туристическую/деловую) в США, используя паспорт, полученный за несколько недель до этого.
После отбора Хамзи, Михдар, Атташ и аль-Йемени осенью 1999 года были отправлены в тренировочный лагерь в Мес Айнаке, где проводилась напряжённая подготовка. Курс был сосредоточен на физической подготовке, обращении с огнестрельным оружием, ближнем бою, стрельбе с мотоцикла и ночных операциях.
После Мес Айнака Хазми, Атташ и аль-Йемени были отправлены в город Карачи (Пакистан). Атташ и аль-Йемени прибыли туда в начале декабря 1999 года, Хазми присоединился к ним несколько дней спустя. По пути в Карачи Хазми останавливался в Кветте в конспиративной квартире, где, по имеющимся данным, в то же время останавливался Мухаммед Атта, который тогда направлялся в Афганистан для подготовки к джихаду.
В Карачи координатор терактов 11 сентября Халид Шейх Мохаммед обучал их западной культуре, путешествиям, английскому языку, использованию интернета и т. д. Там же Хазми, Мохаммед и Атташ посетили туристические агентства, чтобы узнать о визовых требованиях для азиатских стран. Курс в Карачи длился около двух недель. Затем Мохаммед отправил Хазми, Михдара, Атташа и аль-Йемени в Малайзию на саммит. Перед отъездом Мохаммед подделал паспорт аль-Хазми так, чтобы скрыть его поездку в Пакистан и Афганистан и создать видимость того, что он прибыл в Малайзию из Саудовской Аравии через Дубай.
По данным Халида Шейша Мохаммеда, Наваф аль-Хазми и Халид аль-Михдар должны были использовать йеменские документы для перелёта в Малайзию, затем проследовать в США, используя саудовские паспорта, чтобы скрыть свои предыдущие поездки в Афганистан и обратно.

### 2000
Наваф аль-Хазми прибыл в столицу Малайзии Куала-Лумпур, вероятно, 4 января 2000 года. Там уже находились Тауфик бин Атташ и Абу Бара аль-Йемени, а через день после Хазми туда прибыл Халид аль-Михдар. Также там, предположительно, находились младший брат Навафа Салим аль-Хазми и член «гамбургской ячейки» Рамзи бин аль-Шибх (он же предполагаемый «двадцатый угонщик», который впоследствии не смог принять участие в атаках).
Группа должна была встретиться с лидером радикальной исламистской организации Джемаа Исламия, азиатского филиала Аль-Каиды. Во время саммита Аль-Каиды в Малайзии, предположительно, были согласованы многие ключевые детали атак 11 сентября. Уже после терактов в ходе обыска квартиры аль-Шибха в Гамбурге (Германия) местная полиция обнаружила в списке контактов телефонный номер аль-Хазми.
В Малайзии группа остановилась у одного из членов Джеммы Исламии. Михдар и Хазми встретились с одним из будущих участников взрыва на американском корабле «Коул» 12 октября 2000 года.
8 января Михдар и Хазми отправились в Бангкок (Тайланд). Там Атташ отвёз их в один отель. Вскоре оба переехали в другой отель, где находился Атташ.

#### США
15 января 2000 года Наваф аль-Хазми и Халид аль-Михдар прибыли в США рейсом из Бангкока в международный аэропорт Лос-Анджелес (штат Калифорния). Мужчины были допущены в Соединённые Штаты сроком на 6 месяцев в качестве туристов. 1 февраля они встретились с Омаром аль-Байоми (гражданин Саудовской Аравии) в ресторане Венисе (район в Лос-Анджелесе).
К 4 февраля Михдар и Хазми уже перебрались из Лос-Анджелеса в Сан-Диего, поскольку в тот день они отправлялись в местный Исламский центр, чтобы найти Байоми и воспользоваться его предложением о помощи. Возможно, в Сан-Диего их привёз студент йеменского университета по имени Мохдар Абдулла. Байоми помог Михдару и Хазми найти квартиру, стал соавтором их договора аренды и дал 1500 долларов на её оплату.

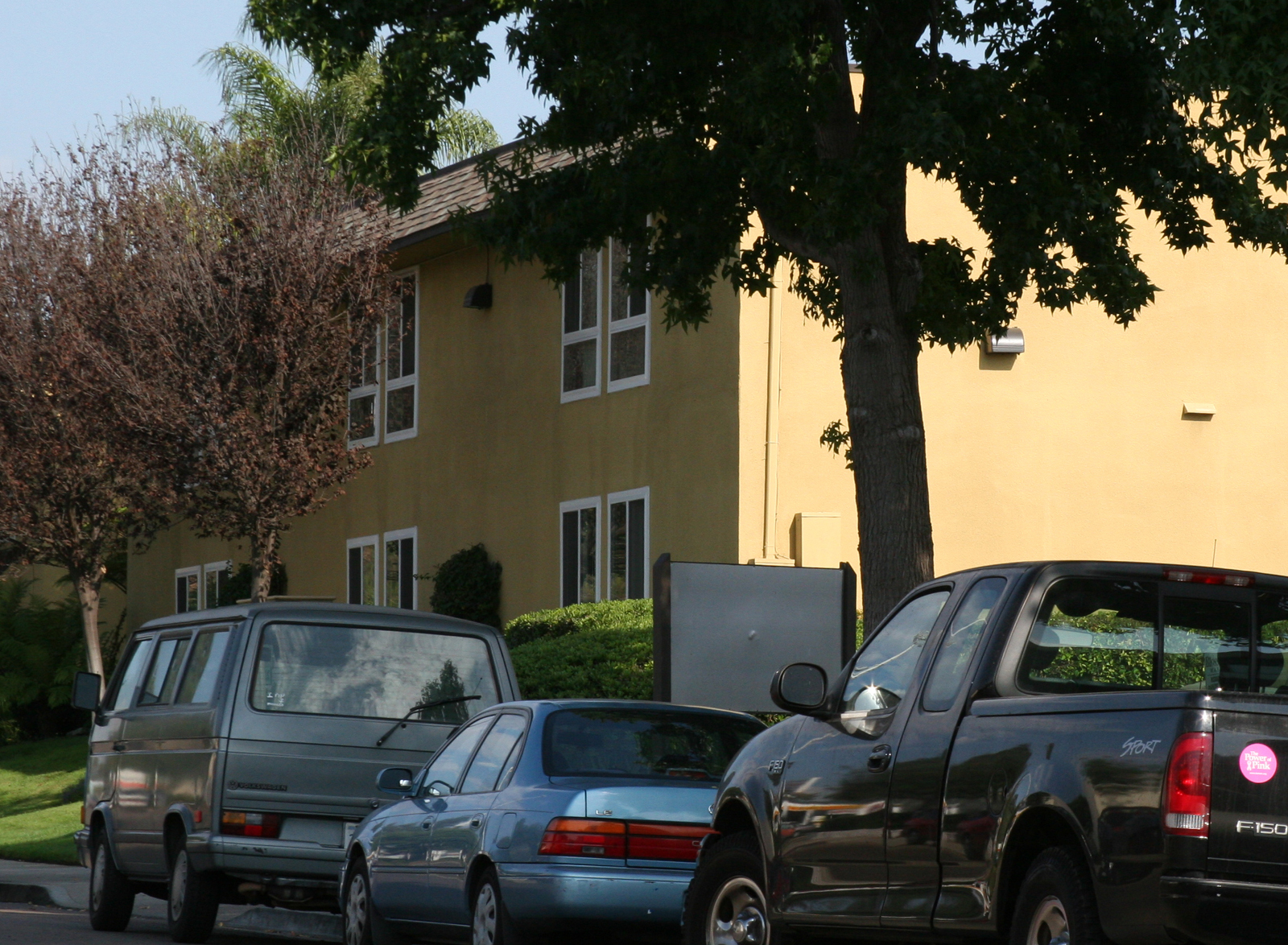
Жилой комплекс Parkwood Apartments в Клермонт-Меса (Сан-Диего), в котором Халид аль-Михдар и Наваф аль-Хазми жили с февраля по май 2000 года

В начале февраля Михдар и Хазми сняли квартиру в Клермонт-Меса (район в Сан-Диего). Соседи считали Михдара и Хазми странными, т. к. в их квартире не было мебели, и они спали на матрасах на полу, при этом носили с собой портфели, использовали мобильные телефоны, и их даже подвозил лимузин. По словам соседей, мужчины также играли в видеоигры с авиасимуляторами.
27 апреля 2022 года американский телеканал CBS опубликовал видеозапись вечеринки на квартире Халида аль-Михдара и Навафа аль-Хазми в феврале 2000 года, которую организовал Омар аль-Байоми. На нескольких кадрах запечатлены Михдар, находящийся на кухне, и Байоми. Хазми не попал в объектив камеры. Сообщается, что запись была получена британской полицией через 2 недели после терактов. На данной вечеринке, организованной Байоми вскоре после переезда Михдара и Хазми, присутствовали около 20 мужчин из мусульманской общины. Видеосъёмку вёл один из её участников по имени Бин Дон на камеру Байоми по его же просьбе. Михдар и Хазми всё это время провели в одиночестве за кадром.
Сразу же после переезда Михдар и Хазми стали искать другое жильё. Байоми они говорили, что имеющаяся у них квартира слишком дорогая. Возможно, они также сомневались в целесообразности жить так близко к Байоми, который, по мнению Хазми, мог быть саудовским шпионом. Спустя чуть больше недели после переезда они подали заявление о намерении съехать в течение 30 дней. Судя по всему, Байоми одолжил им свой мобильный телефон, чтобы они могли поискать варианты для нового жилья.
В Сан-Диего Михдар и Хазми имели близкие отношения с исламским проповедником и джихадистом Анваром аль-Авлаки. Оба посещали мечеть, которой руководил Авлаки, и слушали его проповеди. Хазми также работал неполный рабочий день на автомойке недалеко от мечети.
10 апреля 2000 года Хазми прошёл часовой вводный курс пилотирования в Национальном авиационном колледже в Сан-Диего. 18 апреля получил денежный перевод из ОАЭ на сумму 5000 долларов от Али Абдул Азиза Али (племянник Халида Шейха Мохаммеда).
5 мая Михдар и Хазми брали часовой урок в лётном клубе Sorbi (аэродром Монтгомери в Сан-Диего). 10 мая мужчины взяли дополнительное занятие, в ходе которого Хазми управлял самолётом в течение 30 минут. В первый же день террористы заявили, что хотят научиться управлять лайнером Boeing. Однако из-за плохого знания английского языка они не преуспели в полётах. Преступники вызвали подозрения у своего лётного инструктора Рика Гарзе, когда предложили ему дополнительные деньги за обучение, но тот отказался от предложения. Гарза описывал Михдара и Хазми, как нетерпеливых студентов, которые хотели поскорее научиться управлять самолётами, в частности лайнером Boeing. Другие лётные инструкторы, работавшие с Михдаром и Хазми, запомнили их, как плохих учеников, которые были сосредоточены на самом процессе полёта и не хотели обучаться взлёту и посадке. К концу мая мужчины отказались от лётной подготовки.
В мае 2000 года Михдар и Хазми съехали из аппартаментов в Клермонте и переехали в соседний город Лемон-Гроув (Калифорния). Они нашли комнату в доме  пожилого иммигранта из Индии и доктора Абдуссаттара Шейха (род. 1935), с которым познакомились в мечети в Сан-Диего. Мужчины въехали в дом 10 мая. Хазми проживал там до середины декабря.
Абдуссаттар Шейх оказался информатором ФБР. Однако он не предоставил информацию о Михдаре и Хазми Стивену Батлеру, с которым контактировал в ФБР. Батлер утверждает, что имена Халид и Наваф были упомянуты вскользь. Шейх сказал ему, что они студенты, проживавшие у него дома, но не ответил на вопрос об их фамилиях. Батлер также не знал, что они проходили лётную подготовку. Он был лишь в курсе того, что Михдар и Хазми не занимались политикой и не делали ничего подозрительного.
Шейх описывал Михдара и Хазми, как тихих, религиозных и вдумчивых людей. Они сказали ему, что хотят выучить английский язык, пользовались его компьютером, но всегда выходили на улицу, чтобы позвонить с мобильного телефона, и никогда не звонили по стационарному телефону Шейха. Хотя Шейх предлагал им комнаты бесплатно, мужчины настояли на том, чтобы платить ему 300 долларов в месяц за аренду. «Они были милыми, но не из тех, кого можно назвать экстравертами», — сказал Шейх в интервью газете The San Diego Union-Tribune после терактов.
2 июня Михдар перезаписал регистрацию своего автомобиля Toyota Corolla на Хазми. 10 июня Михдар улетел из США в Йемен. После этого Хазми почувствовал себя одиноким и начал беспокоиться, что ему будет трудно справляться самостоятельно. Он молился вместе с соседом по квартире каждое утро и посещал службы в Исламском центре. Пользовался компьютером соседа по квартире для выхода в интернет, чтобы следить за новостями о боевых действиях в Чечне и Боснии. С помощью соседа Хазми также искал жену в интернете, получив одобрение брака от Халида Шейха Мохаммеда. Эти поиски не увенчались успехом. После отъезда Михдара в дом также переехали другие студенты.
12 июля Хазми подал заявление на продление своей визы. Её срок действия был продлён до января 2001 года. Осенью 2000 года работал на заправочной станции в в Ла-Меса (Калифорния). 5 сентября внёс на свой банковский счёт дорожные чеки на сумму 1900 долларов, предварительно сняв эту же сумму наличными.
В декабре 2000 года Наваф аль-Хазми встретился с Хени Хенджором, после того, как тот прибыл в Сан-Диего. Хазми и Хенджор направились в Финикс (штат Аризона), где последний мог пройти курсы для повышения квалификации пилота. 12 декабря мужчины прибыли в город Меса (Аризона). 22 декабря подписали договор на аренду квартиры в жилом комплексе Indian Springs Village и переехали туда 9 января 2001 года.

### 2001
В марте Хазми получил партию видеокассет с видеороликами о кабинах пилотов Boeing 747 и 777 и о том, как должен выглядеть и действовать капитан авиакомпании. Позже Хазми получил атлас автодорог, карту Нью-Йорка и аэронавигационную карту.
30 марта Хазми уведомил коммунальную компанию о своём возможном переезде в другой штат или обратно в Саудовскую Аравию. В конце месяца съехал вместе с Хенджором из арендованной квартиры и направился в Вирджинию. 1 апреля был остановлен полицией в Оклахоме за превышение скорости. Хазми тогда был за рулём Toyota Corolla. Полицейский также выписал ему штраф за непристёгнутый ремень безопасности на сумму 138 долларов. Проверка его водительских прав не выявила ничего подозрительного.
3 апреля Хазми и Хенджор были у банкомата в городе Фронт-Ройал (Вирджиния). 4 апреля оба прибыли в Фолс-Черч. В тот же день в магазине 7-Eleven они встретились с мужчиной по имени Эйяд аль-Рабабах (уроженец Иордании, компьютерный техник). Комиссия 9/11 считает, что Рабабах перебрался из Уэст-Патерсона (штат Нью-Джерси) в Фолс-Черч, чтобы встретиться с Анваром аль-Авлаки и спросить его о поиске работы. Рабабах помог Хазми и Хенджору снять квартиру.
В апреле Наваф аль-Хазми и Хени Хенджор посетили в мечети Дар эль-Хижра в районе Вашингтона (округ Колумбия) проповеди Анвара аль-Авлаки, работавшего там с января 2001 года. Комиссия 9/11 пришла к выводу, что двое угонщиков уважали Авлаки, как религиозного деятеля. Эту же мечеть ещё в начале месяца посещали Мухаммед Атта и Марван аш-Шеххи.
1 мая Хазми сообщил в полицию о попытке кражи его кошелька возле его дома в Фэрфаксе (Вирджиния). Когда офицер полиции уже прибыл туда, Хазми написал заявление, чтобы данный инцидент не расследовался. 2 мая в США прибыли Ахмед аль-Гамди и Маджед Мокид. Они переехали жить к Навафу аль-Хазми и Хени Хенджору.
Позже Эйяд аль-Рабабах предложил аль-Хазми, Хенджору, Мокиду и аль-Гамди переехать к нему в Фэрфилд (штат Коннектикут). 8 мая все пятеро направились в этот город. Рабабах помог угонщикам переехать в местный отель. Они также позвонили в местные лётные школы. Через несколько дней аль-Рабабах отвёз всех четверых в Уэст-Патерсон, чтобы показать окрестности. Он утверждал, что после этого больше никогда не виделся с ними. ФБР подозревает, что Анвар аль-Авлаки поручил Рабабаху помочь угонщикам. Позже Рабабах был арестован за мошенничество с водительскими правами и депортирован в Иорданию. По делу о терактах 11 сентября проходил в качестве свидетеля. 21 мая Хазми переехал на квартиру к Хенджору в Патерсоне.
В период с мая по август 2001 года Наваф аль-Хазми, Хени Хенджор, Марван аш-Шеххи и Зияд Джаррах 6 раз приезжали в Лас-Вегас (Мухаммед Атта летом приезжал туда вместе с ними 2 раза). Там мужчины употребляли алкоголь, участвовали в азартных играх и платили стриптизёршам за приватные танцы.
В течение лета 2001 года Наваф аль-Хазми ежемесячно встречался с Мухаммедом Аттой, чтобы обсудить планы атаки. 25 июня получил водительские права во Флориде, указав в них адрес в Делрей-Бич. Наваф аль-Хазми, скорее всего, подобрал в Нью-Йорке своего младшего брата Салима и Абдулазиза аль-Омари, прибывших в США 29 июня. Оба впоследствии перебрались жить в Уэст-Патерсон к Навафу аль-Хазми, Хени Хенджору, Маджеду Мокиду и Ахмеду аль-Гамди. 30 июня Наваф аль-Хазми попал в небольшую аварию на мосту Джорджа Вашингтона в Нью-Йорке.
10 июля получил удостоверение личности США. 20 июля Хазми сопровождал Хенджора во время тренировочного полёта из Фэрфилда (Нью-Джерси) в аэропорт округа Монтгомери (штат Мэриленд). 2 августа получил водительские права Вирджинии и 7 сентября подал запрос на их переоформление.
В июле 2001 года Наваф аль-Хазми, также как и шестеро других угонщиков (Мухаммед Атта, Абдулазиз аль-Омари, Ахмед аль-Гамди, Халид аль-Михдар, Маджед Мокид и Салим аль-Хазми), приобрёл удостоверение личности в туристическом агентстве Apollo Travel в Уэст-Патерсоне. Все кроме Атты, получившего удостоверение штата Флорида, получили удостоверение Нью-Джерси.
В августе 2001 года Хазми и Хенджор совершили разведывательный полёт в качестве пассажиров первого класса из международного аэропорта имени Даллеса (в районе Вашингтона) в Лос-Анджелес. В том же месяце Михдар и Хазми несколько раз посещали библиотеку университета Уильяма Патерсона в Уэйне (Нью-Джерси), где использовали компьютеры для поиска информации о путешествиях и бронировании билетов.
27 августа братья аль-Хазми приобрели авиабилеты через онлайн-турагентство Travelocity, используя карту Visa Навафа. 1 сентября Наваф зарегистрировался в мотеле Pin-Del в Лореле (Мэриленд), указав при регистрации номер своего водительского удостоверения и отель в Нью-Йорке в качестве постоянного места жительства. Ранее, 27 августа, в том же отеле зарегистрировался Зияд Джаррах.
В начале сентября Наваф аль-Хазми, также как и другие угонщики рейса 77, посещал спортзал Gold's Gym в Гринбелте (Мэрилэнд) по абонементу, купленному за 10 долларов. Один из братьев аль-Хазми всегда был в компании с Михдаром, Мокидом и Хенджором, которые заплатили за абонементы по 30 долларов и посещали зал со 2 по 6 сентября.
10 сентября Наваф аль-Хазми, Халид аль-Михдар и Хени Хенджор зарегистрировались в отеле Marriott в Херндоне (Вирджиния) недалеко от аэропорта имени Даллеса. В ту же ночь там остановился видный чиновник правительства Саудовской Аравии Салех Хусайен, который после терактов 11 сентября также попал под подозрение.

### Теракты

Братья Наваф (в синей рубашке) и Салим аль-Хазми в аэропорту имени Даллеса

Утром 11 сентября 2001 года в 06:22 Хазми, Михдар и Хенджор выписались из отеля и направились в аэропорт имени Даллеса. В 07:29 братья Наваф и Салим аль-Хазми прошли регистрацию на стойке. При проходе через зону досмотра оба вызвали срабатывание металлодетектора. Сотрудник службы авиационной безопасности так и не смог выяснить, что стало причиной срабатывания (в позднее опубликованной видеозаписи видно, что в заднем кармане Навафа аль-Хазми находился неопознанный предмет). По тогдашним правилам Федерального управления гражданской авиации США пронос в ручной клади универсальных ножей с лезвием до 4 дюймов был разрешён. Досмотр проводила фирма «Argenbright Security», работавшая по контракту с авиакомпанией United Airlines.
Ручная кладь всех угонщиков была подвергнута дополнительному досмотру. Братья аль-Хазми вызвали подозрения у агента на стойке регистрации из-за того, что они не могли предоставить достаточное количество документов, удостоверяющих личность, вследствие чего их пришлось досмотреть. Наваф аль-Хазми был без багажа, при посадке в самолёт занял место 5E в бизнес-классе рядом со своим братом Салимом, севшим на место 5F.
Рейс American Airlines 77 вылетел в 08:20 с 10-минутной задержкой, направившись в Лос-Анджелес. Комиссия 9/11 считает, что захват самолёта произошёл между 08:51 и 08:54. В отличие от рейсов AA11, UA175 и UA93, сообщений о ранениях кого-либо не поступало. Скорее всего, террористы согнали всех пассажиров и членов экипажа в хвостовую часть самолёта, позволив Хени Хенджору взять на себя управление. Согласно звонкам заложников, у захватчиков с собой были ножи и ножницы. Последняя радиосвязь рейса 77 с авиадиспетчерами была в 08:50, а в 08:54 лайнер стал отклоняться от курса.
В 09:37:46 рейс AA77 (под управлением Хени Хенджора) на скорости около 530 миль в час (850 км/ч) врезался в западный фасад здания Пентагона. Удар произошёл на уровне 1 этажа. В 10:10 верхние этажи здания обрушились. Помимо 64 человек на борту самолёта (в том числе 5 террористов) погибли ещё 125 человек в самом здании, 106 человек пострадали. Останки Навафа аль-Хазми, также как и других угонщиков, были отделены от других погибших методом исключения и переданы ФБР в качестве вещественных доказательств. При анализе останков судебно-медицинская экспертиза подтвердила, что двое угонщиков, судя по сходству ДНК, были братьями.
На следующий день после терактов на почасовой стоянке аэропорта имени Даллеса была найдена синяя Toyota Corolla, принадлежавшая Навафу аль-Хазми. Внутри автомобиля были обнаружены: письмо Мухаммеда Атты; карты Вашингтона и Нью-Йорка; кассовый чек, выписанный на лётную школу в Финиксе; 4 чертежа кабины Boeing 757; канцелярский нож и листок с записями и телефонными номерами.

## Работа разведки
В 1997 году Михдар и Хазми впервые привлекли внимание саудовской разведки, которая считала, что оба мужчины причастны к контрабанде оружия. В 1998 году их рассматривали, как возможных соучастников взрывов посольств США в восточной Африке, из-за того, что участник этих взрывов Мухаммед аль-Охали после своего ареста дал ФБР номер телефона Ахмада аль-Хады, боевика Аль-Каиды из Йемена, являвшегося тестем аль-Михдара.
В конце 1999 года саудовская разведка проинформировала ЦРУ во время встречи в Эр-Рияде о причастности Михдара и Хазми к Аль-Каиде. Основываясь на информации, полученной в 1998 году, Агентство национальной безопасности стало отслеживать сообщения тестя Михдара аль-Хады. АНБ проинформировало ЦРУ о предстоящем саммите в Малайзии, в котором, исходя из сообщений аль-Хады, должны были участвовать Михдар и братья аль-Хазми.
Во время пребывания на саммите в Малайзии в январе 2000 года Михдар и Хазми были тайно сфотографированы властями по просьбе ЦРУ.
23 августа 2001 года в госдепартамент и службу иммиграции и натурализации была отправлена записка с предложением включить аль-Михдара и аль-Хазми в списки наблюдения. Тогда же, 23 августа, Моссад передал ЦРУ список из 19 имён предполагаемых террористов, планировавших атаки на территории США в ближайшем будущем. В этом списке были имена Мухаммеда Атты, Марвана аш-Шеххи, Халида аль-Михдара и Навафа аль-Хазми. В тот же день Михдар и Хазми были включены в список наблюдения INS для предотвращения их повторного въезда в США.
Внутренняя проверка после терактов показала, что розыск Михдара и Хазми не был тщательным и успешным. ФБР не искало данные кредитных карт, банковских счетов и регистраций автомобилей. Мужчины даже были указаны в телефонной книге Сан-Диего за 2000–2001 годы, однако эти данные не были проверены до терактов. В национальном реестре транспортных средств по неизвестной причине не был обнаружен штраф, выписанный Хазми за превышение скорости. Хазми и Михдар не были внесены в списки розыскиваемых террористов. ЦРУ и АНБ не предупреждали о них ФБР, иммиграционную службу и местные правоохранительные органы.
Руководство ЦРУ было подвергнуто жёсткой критике за то, что не сделали всё возможное для противодействия терактам 11 сентября, в частности за то, что Хазми и Михдар не были задержаны при въезде в США, и информация о них не была передана ФБР.
Хазми и Михдар приобретали билеты на рейс 77 в интернете, используя кредитные карты и свои настоящие имена, что, в свою очередь, не вызвало подозрений, поскольку Федеральное управление гражданской авиации не было уведомлено об их нахождении в розыске по подозрению в связях с терроризмом.
Что касается отказа ЦРУ информировать ФБР о Михдаре и Хазми, журналист и писатель Лоуренс Райт считает, что ЦРУ хотело защитить свою территорию и было обеспокоено передачей конфиденциальной информации Джону О'Нилу (агент ФБР, после службы работавший начальником безопасности во Всемирном торговом центре и погибший там во время терактов 11 сентября), которого Майкл Шойер (начальник отделения ЦРУ Алека, занимавшегося слежением за Аль-Каидой и поиском Усамы бен Ладена) описывал, как двуличного человека. Райт также предполагает, что ЦРУ рассматривало возможность вербовки Михдара и Хазми с целью получения разведданных об Аль-Каиде.